# Tillväxtsjukan
Tillväxtsjukan är en svensk animerad kortfilm från 2006 i regi av Klara Swantesson.
Filmen handlar om Ulla-Britt som 2001 efter 33 år som speciallärare blev sjukskriven för utbrändhet. Hon har inte arbetat sedan dess och uttrycker sin funderingar om varför.
Tillväxtsjukan producerades av Uzi Geffenblad och spelades in efter ett manus av Swantesson. Musiken komponerades av Henric Wallmark och filmen klipptes av Geffenblad. Den premiärvisades den 27 januari 2006 på Göteborgs filmfestival och har senare även visats av Sveriges Television och på Uppsala kortfilmsfestival. Den nominerades till en Guldbagge 2007 i kategorin Bästa kortfilm.